# ميخائيل تي شيلبي
ميخائيل تي شيلبي (بالإنجليزية: Michael T. Shelby)‏ هو محامي أمريكي، ولد في 5 نوفمبر 1958، وتوفي في 18 يوليو 2006.